# 圣埃斯特万德拉谢拉
圣埃斯特万德拉谢拉，是西班牙卡斯蒂利亚-莱昂萨拉曼卡省的一个市镇。 总面积21平方公里，总人口424人（2001年），人口密度20人/平方公里。